# Каринтия (рейхсгау)

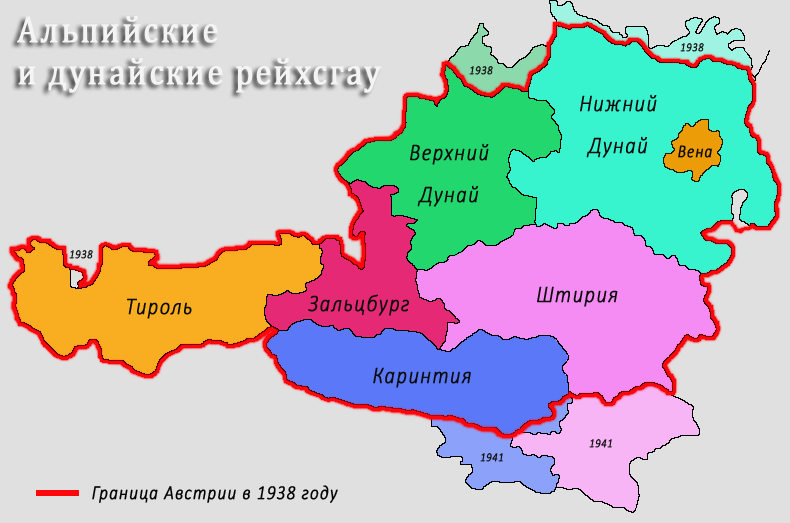
Альпийские и дунайские рейхсгау в 1941 году

Рейхсгау Каринтия (нем. Reichsgau Kärnten) — рейхсгау, созданное 1 мая 1939 года на территории бывшей земли Каринтия после аншлюса Австрии к нацистской Германии. Столица — город Клагенфурт.

## История
Ещё до создания рейхсгау в 1938 году на территории Австрии были проведены административные реформы, согласно которым в Каринтию вошёл округ Линц. Таким образом, Восточный Тироль, который ранее вместе с Северным Тиролем образовывал единую землю, при образовании рейхсгау не был включён в рейхсгау Тироль-Форарльберг.
В 1941 году после присоединения словенских территорий рейхсгау Каринтия было расширено за счёт «области гражданского управления» Каринтия и Крайна (словенские регионы Корушка и Крайна).

## Руководство
Рейхсштатгальтеры:
- Владимир фон Павловски[нем.] (с 15 марта 1939 года);
- Фридрих Райнер (с 18 ноября 1941 года).